# Vitaliy Roman
Vitaliy Roman (en ukrainien : Віталій Васильович Роман), né le 14 avril 2003 à Novyï Rozdil en Ukraine, est un footballeur ukrainien qui évolue au poste d'arrière droit au Rukh Lviv.

## Biographie

### En club
Né à Novyï Rozdil en Ukraine, Vitaliy Roman est notamment formé par le Karpaty Lviv, où il commence sa carrière professionnelle. Il joue son premier match en professionnel le 30 août 2020, lors d'une rencontre de coupe d'Ukraine face au FC Epitsentr Kamianets-Podilskyi. Il entre en jeu et son équipe est battue par quatre buts à zéro.
En octobre 2020 il rejoint le Rukh Lviv. C'est avec ce club qu'il fait sa première apparition en première division ukrainienne, le 21 août 2021 face au SK Dnipro-1. Il est titularisé et son équipe est battue par deux buts à zéro.

### En sélection
Vitaliy Roman commence par représenter l'équipe d'Ukraine des moins de 17 ans, jouant un total de treize matchs avec cette sélection, entre 2019 et 2020.
Le 19 novembre 2022, Roman joue son premier match avec l'équipe d'Ukraine espoirs contre Israël. Il est titularisé et les deux équipes se neutralisent.
Roman marque son premier but pour les espoirs le 12 septembre 2023, contre l'Irlande du Nord. Titulaire, il donne la victoire à son équipe en étant l'unique buteur de la partie. Il s'agit de son premier but en sélection, toutes catégories confondues.